# Фейрбері (Небраска)
Фейрбері (англ. Fairbury) — місто (англ. city) в США, в окрузі Джефферсон штату Небраска. Населення — 3970 осіб (2020).

## Географія
Фейрбері розташоване за координатами 40°8′37″ пн. ш. 97°10′35″ зх. д. / 40.14361° пн. ш. 97.17639° зх. д. (40.143525, -97.176502).  За даними Бюро перепису населення США в 2010 році місто мало площу 6,22 км², з яких 6,21 км² — суходіл та 0,01 км² — водойми.

## Демографія
Згідно з переписом 2010 року, у місті мешкали 3942 особи в 1782 домогосподарствах у складі 1007 родин. Густота населення становила 633 особи/км².  Було 2145 помешкань (345/км²).
Расовий склад населення:
| - 95,9 % — білих - 0,6 % — корінних американців - 0,4 % — азіатів - 0,3 % — чорних або афроамериканців - 1,1 % — осіб інших рас |

До двох чи більше рас належало 1,7 %. Частка іспаномовних становила 3,3 % від усіх жителів.
За віковим діапазоном населення розподілялося таким чином: 22,1 % — особи молодші 18 років, 54,1 % — особи у віці 18—64 років, 23,8 % — особи у віці 65 років та старші. Медіана віку мешканця становила 44,5 року. На 100 осіб жіночої статі у місті припадало 89,8 чоловіків;  на 100 жінок у віці від 18 років та старших — 87,2 чоловіків також старших 18 років.
Середній дохід на одне домашнє господарство  становив 50 144 долари США (медіана — 37 911), а середній дохід на одну сім'ю — 66 855 доларів (медіана — 51 263). Медіана доходів становила 32 314 долари для чоловіків та 26 895 доларів для жінок. За межею бідності перебувало 13,1 % осіб, у тому числі 20,1 % дітей у віці до 18 років та 6,1 % осіб у віці 65 років та старших.
Цивільне працевлаштоване населення становило 1859 осіб. Основні галузі зайнятості: роздрібна торгівля — 19,6 %, освіта, охорона здоров'я та соціальна допомога — 18,6 %, виробництво — 16,1 %.